# Буруєнішу-де-Сус
Буруєнішу-де-Сус (рум. Buruienișu de Sus) — село у повіті Бакеу в Румунії. Входить до складу комуни Брустуроаса.
Село розташоване на відстані 231 км на північ від Бухареста, 54 км на захід від Бакеу, 126 км на південний захід від Ясс, 106 км на північний схід від Брашова.

## Населення
За даними перепису населення 2002 року у селі проживали 125 осіб, усі — румуни. Усі жителі села рідною мовою назвали румунську.